# Malleray
Malleray (Duits (verouderd): Malrein) is een plaats en voormalige gemeente in het Zwitserse kanton Bern, en maakt deel uit van het district Jura bernois.
Malleray telt 1.972 inwoners. In 2015 is de gemeente gefuseerd samen met het andere gemeenten Bévilard en Pontenet en hebben de nieuwe gemeente Valbirse gevormd.